# 파파라치 (1999년 영화)
파파라치는 1999년에 개봉한 대한민국의 영화이다.

## 캐스팅
- 윤상연 : 상연 역
- 김은하 : 지나 (은하)  역
- 조선묵 : 경비  역
- 김용 : 개그맨 김용  역
- 최야성 : 최야성감독  역
- 나수경 : 감독애인  역
- 방민현 : 두칠  역
- 이운철 : 달근  역
- 조진수 : 조진수 (쨈)  역
- 정광태 : 정광태 (독도는 우리땅) 역
- 이대박 : 이대박 (남자니까 괜찮아) 역
- 현석 : 중국집 주인  역
- 강철수 : 두목 역
- 조미라 : 유미 역
- 박정 : 사기꾼 매니저 역
- 강명희 : 경비부인 역
- 나대영 감독애인 동생 역
- 김정국 : 영화사직원 1
- 우철규 : 직원 2 역
- 박일남 : 직원 3 역
- 마평산 : 직원 4 역
- 한가희 : 유미친구 역
- 김건국 : 비디오가게 주인 역
- 문귀남 : 스튜디오 사진사 역
- 조수아 : 건물앞 사진 찍히는 여자 1 역
- 구자흥 : 건물앞 사진 찍히는 여자 2 역
- 박연진 : 여고생 1 역
- 나유원 : 여고생 2 역
- 선우선 : 에이전시 실장 역
- 한철우 : 중국집 배달원 1 역
- 엄항섭 : 배달원 2 역
- 원혜미 : 오디션보러온 여자 1 역
- 흥미진 : 오디션보러온 여자 2 역
- 전현 : 오디션보러온 여자 3 역
- 권용호 : 경비대장 역
- 이수정 : 카페주인 역